# خورخي لويس مورينو
خورخي لويس مورينو (بالإسبانية: Jorge Luis Moreno)‏ هو ممثل مكسيكي، ولد في 19 ديسمبر 1981 في ارموسييو سونورا في المكسيك.

## أعمال

### أفلام
- (2014) أربعة أقمار

## وصلات خارجية
- خورخي لويس مورينو على موقع IMDb (الإنجليزية)
- خورخي لويس مورينو على موقع ألو سيني (الفرنسية)
- خورخي لويس مورينو على موقع أول موفي (الإنجليزية)
- خورخي لويس مورينو على موقع قاعدة بيانات الفيلم (الإنجليزية)
- خورخي لويس مورينو على موقع كينوبويسك (الروسية)